# Joan Jordi de Montferrat
Joan Jordi Paleòleg de Montferrat, fou marquès de Montferrat del 1530 al 1533. Va assumir el títol a la mort del seu nebot Bonifaci IV, després d'haver portat una vida com a eclesiàstic. Va morir sense descendència legítima, fet que el va convertir en el darrer governant del marquesat de la dinastia Paleòleg.

## Vida eclesiàstica
Joan Jordi era el segon fill del marquès Bonifaci III de Montferrat i de la seva tercera esposa Maria Branković. Es va dedicar de jove a la vida eclesiàstica i s'esperava que seguiria el model del seu oncle, el cardenal Teodor. El 1509 fou escollit director de l'abadia de Lucello i protonotari apostòlic. L'any següent el papa Juli II el va nomenar coadjuntor del bisbe de Casale Monferrato i el 1517 bisbe d'aquesta mateixa demarcació.

## En el govern de Montferrat
Va col·laborar en la regència quan el seu nebot Bonifaci IV, ja que quan aquest va heretar el títol només tenia sis anys. El 1530, amb la mort inesperada de Bonifaci IV sense haver tingut descendència, Joan Jordi va assumir el títol.
Joan Jordi tenia llavors 42 anys i no gaire bona salut però va creure que era la seva obligació, pel bé del marquesat, casar-se i tenir descendència. L'escollida va ser Júlia, una dona de 41 anys, filla del rei Frederic III de Nàpols, que es va celebrar el 21 d'abril del 1533. El marquès va morir 9 dies després.Joan Jordi havia tingut un fill anteriorment, Flaminio (creador de la branca Paleòleg-Oriundi), que per la seva qualitat d'il·legítim, no el va poder succeir.

El Marquesat de Montferrat va ser ocupat per les tropes del rei d'Espanya i el seu domini va durar 3 anys, després dels quals el govern de Montferrat va anar a parar a Frederic II Gonzaga, duc de Màntua, que s'havia casat amb la seva neboda Margarida Paleòloga, la continuadora de la nissaga de Joan Jordi.